# Condado de Castillejo
El Condado de Castillejo es un título nobiliario español creado el 12 de junio de 1683 por el rey Carlos II a favor de Diego de Carvajal y Vargas Altamirano, VI Correo Mayor de las Índias, alcalde de Lima, con lugar de origen en la Chacra de Castillejo (Lima, Perú).

## Condes de Castillejo
|                                 | Titular                                                                                 | Periodo                |
| Creación por Carlos II          | Creación por Carlos II                                                                  | Creación por Carlos II |
| ------------------------------- | --------------------------------------------------------------------------------------- | ---------------------- |
| I                               | Diego Atanasio de Carvajal Vargas y Altamirano                                          | 1683-1693              |
| II                              | Diego Eustaquio de Carvajal y Hurtado de Chávez                                         | 1693-1689              |
| III                             | Diego Gregorio de Carvajal y Hurtado                                                    | 1689-1731              |
| IV                              | Catalina Isidora de Carvajal y Hurtado de Quesada                                       | 1731-1753              |
| V                               | Joaquina Ana de Brun y Carvajal Novales / Fermín Francisco de Carvajal Vargas y Alarcón | 1753 -1774             |
| VI                              | Mariano Joaquín de Carvajal y Brun                                                      | 1774-1796              |
| VII                             | José Miguel de Carvajal y Manrique de Lara Polanco                                      | 1796-1828              |
| Rehabilitación por Alfonso XIII |                                                                                         |                        |
| VIII                            | María Luisa de Carvajal y Dávalos                                                       | 1897-1947              |
| IX                              | Isabel de Silva y Carvajal                                                              | 1953-1980              |
| X                               | Príncipe Pablo de Metternich y Silva                                                    | 1982-1992              |
| XI                              | Casilda de Silva y Fernández de Henestrosa                                              | 1999-2008              |
| XII                             | Álvaro Fernández-Villaverde y de Silva                                                  | 2011-actual titular    |

## Historia de los Condes de Castillejo
- I conde: Diego Atanasio de Carvajal y Vargas Altamirano (Lima, 1626-1693).

1. Casó con Francisca de Luna Sarmiento. Sin descendientes. Le sucedió su primo segundo:

- II conde: Diego Eustáquio de Carvajal Vargas y Quesada (Lima, 1651-1689).

1. Casó en 1685 con Magdalena Hurtado de Chávez y Quesada. Le sucedió su hijo:

- III conde: Diego Gregorio de Carvajal Vargas y Hurtado de Quesada (Lima, 1686-1731).

1. Casó con Constanza de la Cueva y Mendoza, II marquesa de Santa Lucía de Conchán. Sin descendientes. Le sucedió su hermana:

- IV condesa: Catalina Isidora de Carvajal y Hurtado de Quesada (Lima, 1688-?).

1. Casó con Melchor Malo de Molina y Espínola, II marqués de Monterrico. Sin descendientes.
2. Casó con Tomás Brun y Normante. Le sucedió su hija:

- Joaquina Ana María Josefa de Brun y Carvajal (1627-1774), V condesa de Castilejo, VII condesa del Puerto (por suceder a su hermana Josefa Joaquina VI condesa del Puerto.

1. Casó con Fermín Francisco de Carvajal Vargas y Alarcón (1722-1797), I duque de San Carlos. Tuvieron por hijo a:

- Mariano Joaquín de Carvajal y Brun, VI conde de Castillejo, VIII conde del Puerto (Lima, 1742-1796).

1. Casó con Mariana Manrique de Lara y Carrillo de Arbornoz, hija del II Marqués de Lara. Tuvieron por hijo a:

- José Miguel de Carvajal Vargas y Manrique de Lara (1771-1828), VII conde de Castillejo, II duque de San Carlos, IX conde del Puerto, II conde de la Unión.

-Fue su hijo Luis Joaquín de Carvajal y de Queralt (f. en 1868), III conde de la Unión que casó con María Andrea Dávalos y Portillo, cuya hija María Luisa rehabilitó el título de condesa de Castillejo.
Rehabilitado en 1897 por la nieta del VII conde:
- María Luisa de Carvajal y Dávalos (1853-1947), VIII condesa de Castillejo, IV duquesa de San Carlos, X condesa del Puerto (rehabilitado en 1897), IV condesa de la Unión.

1. Casó con Álvaro de Silva y Fernández de Córdoba XII marqués de Santa Cruz, XIII marqués del Viso. En 1943 cedió el condado a su hija:

- Isabel de Silva y Carvajal, IX condesa de Castillejo (Madrid, 1880-1980).

1. Casó en 1905 con S.A.S. Clemens von Metternich,  V Príncipe de Metternich-Vinneburg, IV duque de Portella (en Sicilia), IX conde de Winneberg y Beylstein. Le sucedió su hijo:

- Pablo Alfonso de Metternich y Silva, X conde de Castillejo, VI príncipe de Metternich-Winneburg (Viena, 1917-Schweiz, 1992).

1. Casó en 1941 con la princesa Tatiana Hilariovna Vassiltchikov. Le sucedió una sobrina de la IX condesa:

- Casilda de Silva y Fernández de Henestrosa (1914-2008), XI condesa de Castillejo, V duquesa de San Carlos, IV duquesa de Santo Mauro, XIV marquesa de Santa Cruz, XII marquesa de Villasor, XV marquesa del Viso, XI marquesa de Arcicóllar , II condesa de Carvajal, (rehabilitado en 1965), VI condesa de Estradas y III condesa de San Martín de Hoyos.

1. Casó con José Fernández-Villaverde y Roca de Togores, IV marqués de Pozo Rubio. Le sucedió su hijo:

- Álvaro Fernández-Villaverde y Silva, Roca de Togores y Fernández de Henestrosa (n. 1943), XII conde de Castillejo, VI duque de San Carlos (desde 1988), V duque de Santo Maauro, XVI marqués del Viso (desde 1961), V marqués de Pozo Rubio (desde 1989), XV marqués de Santa Cruz, XIII marqués de Villasor.

1. Casó con Estrella Bernaldo de Quirós y Tacón, hija de Ana María Tacón y Rodríguez de Rivas, V duquesa de la Unión de Cuba.
2. Casó con Enriqueta Bosch y García Bravo.